# 서울용산경찰서
서울용산경찰서(서울龍山警察署, Seoul Yongsan Police Station)는 서울특별시경찰청이 관할하는 경찰서 중 하나이다. 서울특별시 용산구 일원을 관할하며 서울특별시 용산구 원효로89길 24 (원효로1가)에 위치하고 있다.
서장은 총경으로 보한다.

## 연혁
- 1945년 10월 21일 국립경찰 창설 용산경찰서 개서
- 1952년 8월 25일 경찰서 직제 개정[3]
- 1979년 5월 11일 신축 청사 이전 (원효로 1가 12-12번지)
- 1988년 10월 21일 관할파출소 통·폐합 조정[4]
- 1998년 7월 1일 직제개정 및 파출소 통폐합[5]
- 2000년 6월 1일 관할파출소 통·폐합 조정[6]
- 2001년 12월 27일 서울용산경찰서로 명칭 개정
- 2004년 5월 10일 지구대 명칭변경

## 관할 지구대[7]
| 명칭          | 사진 | 주소                     | 관할구역 |
| ------------- | ---- | ------------------------ | --- |
| 원효지구대    |      | 백범로 329 (원효로1가)   | 서계동(남대문서 관할 제외), 동자동 일부(용중지구대 관할 제외), 청파동 1가·2가·3가·효창동, 도원동, 용문동, 원효로 1가·2가·3가·4가, 문배동, 신계동, 산천동, 신창동, 청암동, 한강로2가 일부, 한강로3가 일부 |
| 청파치안센터  |      | 청파로 274-2             | |
| 보광파출소    |      | 보광로 25-1              | 보광동, 동빙고동, 주성동, 용산동6가 일부, 서빙고동 일부 |
| 한강로지구대  |      | 서빙고로 67 (용산동5가)  | 한강로1·2·3가 일부, 용산동1·3·5가, 이촌2동 일부 |
| 이촌치안센터  |      | 이촌로71길 24            | |
| 이태원파출소  |      | 이태원로 184 (이태원동)  | 이태원1·2동, 용산동4가 |
| 한남파출소    |      | 대사관로34길 53 (한남동) | 한남동 |
| 한남2치안센터 |      | 이태원로 281             | |
| 용중지구대    |      | 후암로16나길 17 (후암동) | 후암동, 남영동, 한강로1가, 용산동2가, 갈월동, 동자동 일부 |
| 남영치안센터  |      | 한강대로 102길11-5       | |
| 용산치안센터  |      | 신흥로 90                | |
| 삼각지파출소  |      | 한강대로198-2            | 용산동1가 일부, 용산동2가 일부, 용산동3가(국방부 포함), 한강로1가(용중지구대 관할제외), 한강로2가(한강로지구대 관할제외)                                                                                 |

## 논란
- 2013년 고승덕 부부는 서울용산경찰서 이촌파출소 있다는 사실을 인지한 상태에서 땅을 매입한 후 파출소가 자신들의 땅을 무단으로 점유하고 있다며 소송을 제기하였고, 서울용산경찰서가 패소하여 월세를 지급해왔다. 그러나 고승덕 부부는 '이촌파출소 철거 소송'을 다시 제기하였고, 서울용산경찰서는 패소하여 파출소를 이전할 계획이다.[8]

## 같이 보기
- 서울특별시지방경찰청
- 도시경찰